# مترو هونغ كونغ
قالب:Infobox Public transit
قطار النقل الجماعي (المعروف اختصاراً بحروف MTR) هو شبكة سكك حديد المترو السريعة في مدينة هونغ كونغ الصينية. تعد هذه الشبكة واحدةً من أفضل أنظمة النقل الجماعي في العالم، إذ توفّر نسبة 186% بين تكلفة تشغيلها والتكلفة التي يدفعها الركاب للحصول على الخدمة. افتتحت الشبكة عام 1979، وتوسَّعت منذ ذلك الحين لتشمل سككاً حديدية بطول 218.2 كيلومتراً تصل ما بين 152 محطة، منها 84 محطة قطارٍ و68 موقفاً للقطارات الخفيفة. يعمل على إدارة قطار النقل الجماعي في هونغ كونغ شركة قطار النقل الجماعي المحدودة (MTR Corporation).
تعد شبكة قطار النقل الجماعي - وفق سياسة الحكومة للنقل بالقطارات - إحدى وسائل النقل العامّ الدارجة في هونغ كونغ، إذ تقوم في كل يومٍ من الأسبوع بأكثر من خمسة ملايين رحلة. في سنة 2012 كانت مشاركتها السوقية قد بلغت 46.4% من سوق النقل العام في هونغ كونغ، لتصبح أكثر وسائل النقل شيوعاً في المدينة. أدخلت إلى شبكة قطار النقل الجماعي في شهر سبتمبر عام 1997 بطاقة الأخطبوط الذكية كتقنية جديدة للدفع، ومنذ ذلك الحين ساهمت كثيراً في تسهيل وسائل الدفع بالقطار.
جاءت فكرة بناء شبكة قطار النقل الجماعي في هونغ كونغ من دراسة نشرت عام 1967 أعدَّتها حكومة المدينة لإيجاد حلولٍ للازدحام المروري المتزايد، الذي نتج عن تطوُّر اقتصاد هونغ كونغ الكبير. بدأت أعمال البناء بعد فترةٍ قصيرة من نشر الدراسة، وافتتح أول خطوط القطار عام 1979. أصبح القطار دارجاً بسرعةٍ كبيرة بين سكان هونغ كونغ، ثم أعقبت ذلك خطوطٌ عديدة أخرى لتوسيع المنطقة التي يغطّيها القطار، ولا زالت ثمة العديد من النقاشات حول الكيفيات والأماكن المناسبة لتوسعة شبكة القطار.
بعد نجاح قطار النقل الجماعي باتَ مثالاً لشبكات النقل العامّ الأخرى في المناطق المجاورة، خصوصاً في بر الصين الرئيسي.